# Џоло
Џоло (Jolo) је вулканско острво на југозападу архипелага Филипина. Налази се између Борнеа и Минданаа, у архипелагу Сулу острва. На северу од острва Џоло је Сулу море. 
Џоло има површину од 893 km² и 447.700 становника (податак из 2000), већином муслимана. 